# Kaiser-Franz-Joseph-Marsch
Der Kaiser-Franz-Joseph-Marsch ist ein Marsch von Johann Strauss (Sohn) (op. 67). Das genaue Datum und der Ort der Uraufführung sind nicht sicher belegt. Auf jeden Fall wurde der Marsch im Sommer 1849 in Wien erstmals gespielt.